# Agonista

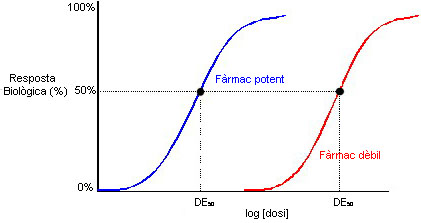
Corba dosi-resposta de dos agonistes (DE_{50} : Dosi eficaç al 50% de Resposta Biològica). El potent necessita menys dosi que l'altre per a arribar a l'eficàcia.

En bioquímica, un agonista és aquella substància que és capaç d'unir-se a un receptor i provocar una resposta en la cèl·lula. Un agonista és allò que s'ha oposat a un antagonista en el sentit que mentre un antagonista també s'uneix a un receptor, no sols no l'activa sinó que en realitat bloqueja la seua activació pels agonistes. Un agonista parcial activa al receptor però no causa tant d'efecte fisiològic com un agonista complet.
Els receptors en el cos humà funcionen en ser estimulats o inhibits per agonistes o antagonistes naturals (com ara les hormones o neurotransmissors) o artificials (com ara alguns fàrmacs). Una nova teoria denominada selectivitat funcional, amplia la definició convencional de la farmacologia.
En anatomia, els músculs agonistes són els que són capaços de realitzar el mateix tipus de moviment.

## Altres usos d'agonisme
En filosofia política, l'agonisme i l'antagonisme representen diferents perspectives sobre la noció de conflicte. L'agonisme posa èmfasi en els aspectes positius del conflicte, promovent un compromís respectuós i l'acceptació de la contestació contínua sobre el significat i el poder. És una pràctica de compromís democràtic que reconeix el lloc permanent del conflicte en la política però que busca canalitzar-lo positivament. Els partidaris de l'agonisme advoquen pel "pluralisme agonístic", que implica un conflicte respectuós entre adversaris que comparteixen una lleialtat comuna als principis democràtics. D'altra banda, l'antagonisme és una forma de conflicte més intensa i hostil, sense el compromís respectuós i el potencial positiu emfatitzat per l'agonisme.
Chantal Mouffe, figura destacada de la teoria agonística, sosté que en un sistema polític democràtic, els conflictes i els enfrontaments, lluny de ser un signe d'imperfecció, indiquen que la democràcia és viva i habitada pel pluralisme. La perspectiva agonista veu el conflicte com un bé polític i pretén transformar l'antagonisme potencial en un «agonisme» o lluita entre adversaris, tot respectant els drets dels oponents a lluitar perquè la seva interpretació esdevingui hegemònica.
L'agonisme i l'antagonisme difereixen en el seu enfocament del conflicte: l'agonisme emfatitza el compromís respectuós i el potencial positiu del conflicte, mentre que l'antagonisme representa una forma de conflicte més intensa i hostil.

## Etimologia
La paraula 'agonista' ve del llatí agonista, el qual ve del grec antic άγωνιστής, combatent.